# Премія Лео Сіларда
Премія Лео Сіларда (англ. Leo Szilard Lectureship Award) — наукова премія Американського фізичного товариства.

## Історія
Засновано в 1974 році. Названа на честь американського вченого-фізика Лео Сіларда. До 1998 року була звичайною премією, з 1998 року перетворена в лекцію при врученні і наступний цикл лекцій у наукових центрах. Присуджується щорічно за просування ідей про вплив фізики на розвиток суспільства. Включає в себе сертифікат, 3000 доларів, а також 2000 доларів на подорожі по наукових центрах з лекціями. Премією нагороджені 5 нобелівських лауреатів. 

## Лауреати
- 2020 Франс Кордова
- 2019 Zia Mian[en]
- 2018 Edwin Stuart Lyman
- 2017 James Timbie
- 2016 Joel Primack[en]
- 2015 Ashok Gadgil[en]
- 2014 M.V. Ramana[en], Ramamurti Rajaraman[en]
- 2013 Geoffrey West[en]
- 2012 Siegfried Hecker[en]
- 2011 John F. Ahearne
- 2010 Frank N. von Hippel[en]
- 2009 Raymond Jeanloz[en]
- 2008 Дьяков Анатолій Степанович і Подвиг Павло Леонардович
- 2007 Джеймс Гансен
- 2006 Paul G. Richards (англ.)
- 2005 Девід Нокс Бартон[en], Roger Falcone[en], Денієл Клеппнер[en], Frederick K. Lamb, Ming K. Lau, Harvey L. Lynch, David Moncton, David Montague, David E. Mosher, William Priedhorsky, Maury Tigner (нім.), David R. Vaughan
- 2004 Marc Ross
- 2003 Robert H. Socolow[en]
- 2002 Henry C. Kelly
- 2001 Джон Гарте[en]
- 2000 Jeremiah David Sullivan
- 1999 John Alexander Simpson[en]
- 1998 David B. Goldstein[en], Howard Geller
- 1997 Thomas L. Neff
- 1996 David Hafemeister
- 1995 Веліхов Євген Павлович і Сагдєєв Роальд Зіннурович
- 1994 Герберт Йорк
- 1993 Ray Kidder[en] і Roy Woodruff
- 1992 Kurt Gottfried[en]
- 1991 Джон Гіббонс[en]
- 1990 Theodore Postol[en]
- 1989 Anthony Nero
- 1988 Robert H. Williams[en]
- 1987 Thomas B. Cochran
- 1986 Артур Розенфельд[en]
- 1985 Джеймс Поллак, Owen Toon[en], Thomas P. Ackerman, Richard P. Turco[en], Карл Саган, John W. Birks,  Пауль Крутцен
- 1984 Kosta Tsipis
- 1983  Сахаров Андрій Дмитрович
- 1982 Вольфганг Панофский
- 1981  Генрі Кендалл і  Ганс Бете
- 1980 Сідні Дрелл[en]
- 1979  Шервуд Роуленд
- 1978 Метью Мезельсон[en]
- 1976 Річард Ґарвін[en]
- 1975 Bernard T. Feld[en]
- 1974 David R. Inglis